# EMD 710

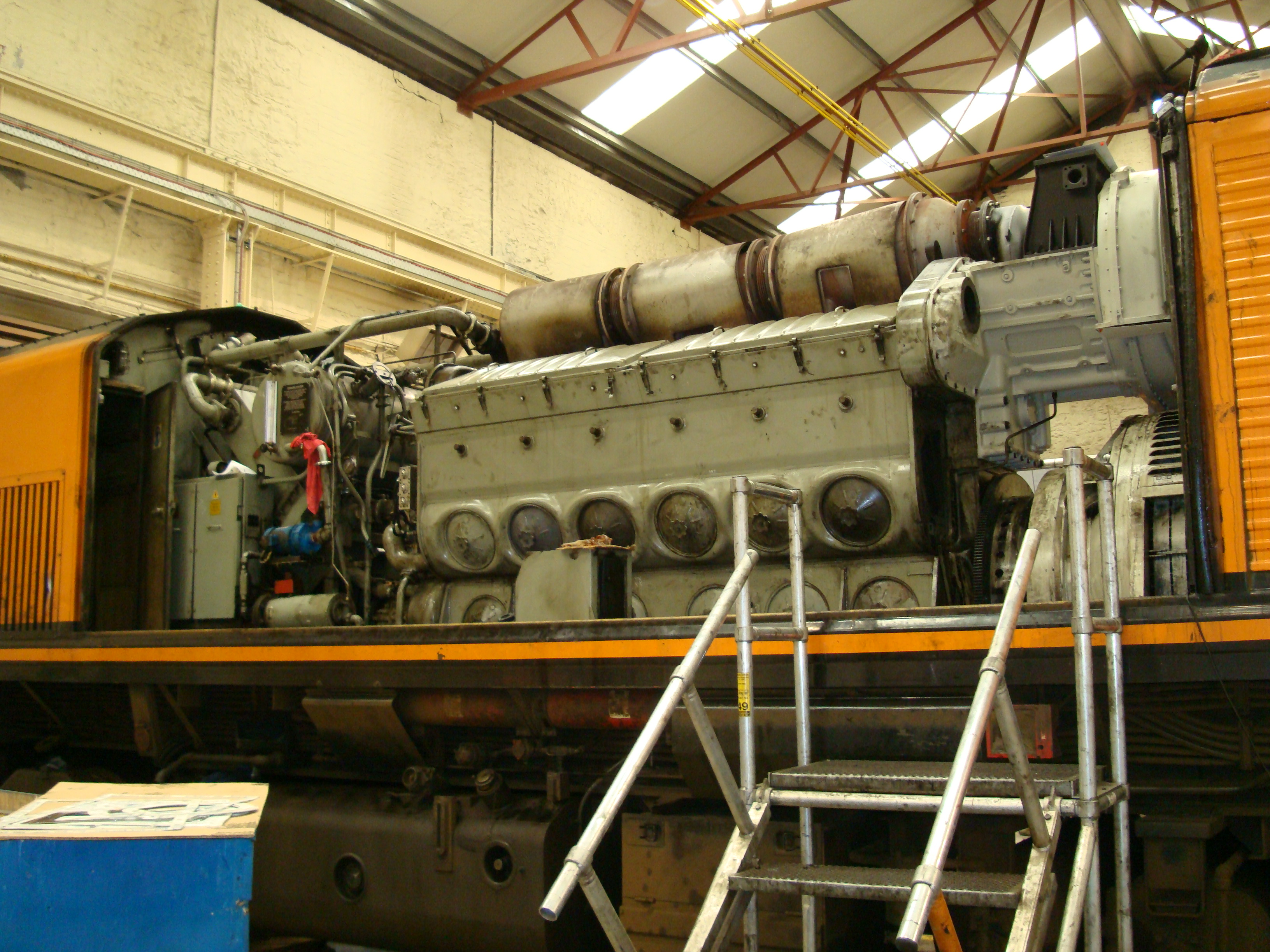
Un motor EMD 12-710G3B, instalado en una locomotora Clase IE 201 del Iarnród Éireann.

La EMD 710 es una línea de motores diésel fabricada por Electro-Motive Diesel (antiguamente la Electro-Motive División de General Motors). La serie 710 reemplazó a la anterior EMD 645, cuando la serie 645F demostró ser poco confiable en 50 locomotoras con un régimen máximo de 950 rpm, de principios de los '80. El EMD 710 es un motor diésel de velocidad media de dos tiempos, relativamente grande, con un desplazamiento de 11,6 litros por cilindro (equivalente a 710 pulgadas cúbicas, de ahí su nombre), y una velocidad máxima de 900 rpm. Desde su introducción, EMD ha mejorado continuamente el motor 710G. La potencia de salida ha sido incrementada de 2800 kW (3800 hp) en el 16-710G3A de 1984, a 3400 kW (4500 hp) en el 16-710G3C-T2 de 2012, aunque los últimos ejemplares son de 3200 kW (4300 hp).
El 710 ha demostrado ser excepcionalmente fiable, pero el 645 anterior aún se soporta y la mayoría de las piezas del 645 aún se fabrican. Las locomotoras  GP40-2 y SD40-2 equipadas con el 645 siguen funcionando después de cuatro décadas de servicio sin problemas, y éstas a menudo sirven como punto de referencia para la fiabilidad del motor, que el 710 cumple e incluso supera, y un buen número de locomotoras que no son de la serie SD40-2 (SD40, SD45, SD40T-2 y SD45T-2, por ejemplo, e incluso algunos SD50), se han reconstruido hasta el equivalente de SD40-2 con motores y otros susbsistemas nuevos o reconstruidos, usando locomotoras salvados como punto de partida. Algunas de estas reconstrucciones se han realizado utilizando nuevos motores de 710 de 12 cilindros en lugar de los motores de originales 645 de 16 cilindros.
Durante el período de producción de ciertos modelos de locomotoras, los modelos de motores mejorados se han ido instalando cuando éstos estuvieran disponibles. Por ejemplo, las primeras SD70MAC de 1994 fueron equipadas con los 16-710G3B, mientras que las SD70MAC de 2003 lo fueron con los 16-710G3C-T1.
El motor es fabricado en configuraciones V-8, V-12, V-16 y V-20, aunque la producción de locomotoras más reciente es con motor V-16, mientras que la producción más actual de motores estacionarios y marinos es del motor V-20.

## Especificaciones
Todos los motores 710 son de dos tiempos y en V a 45°. El 710, y los anteriores 645 y 567, son actualmente los únicos motores de dos tiempos de uso común en locomotoras. El modelo 710 fue introducido en 1985, y tiene una carrera de 280 mm, siendo 25,4 mm más larga que la del modelo 645 (con un diámetro de 230 mm). El motor es de diseño "uniflow" con cuatro válvulas de asiento para el escape ubicadas en la culata de cilindro. Para el mantenimiento, se utilizan un conjunto de culata de cilindro, camisa de cilindro, pistón y biela, el cual puede ser reemplazado relativamente fácil y rápido, y en forma individual. El bloque está formado por placas de acero laminadas y forjadas, soldadas entre sí para formar una sola estructura. El bloque puede, de esta manera, ser fácilmente reparado, usando herramientas de taller convencionales. Cada bancada de cilindros tiene un árbol de levas que opera las válvulas de escape y los inyectores.